# Eckhard Weise

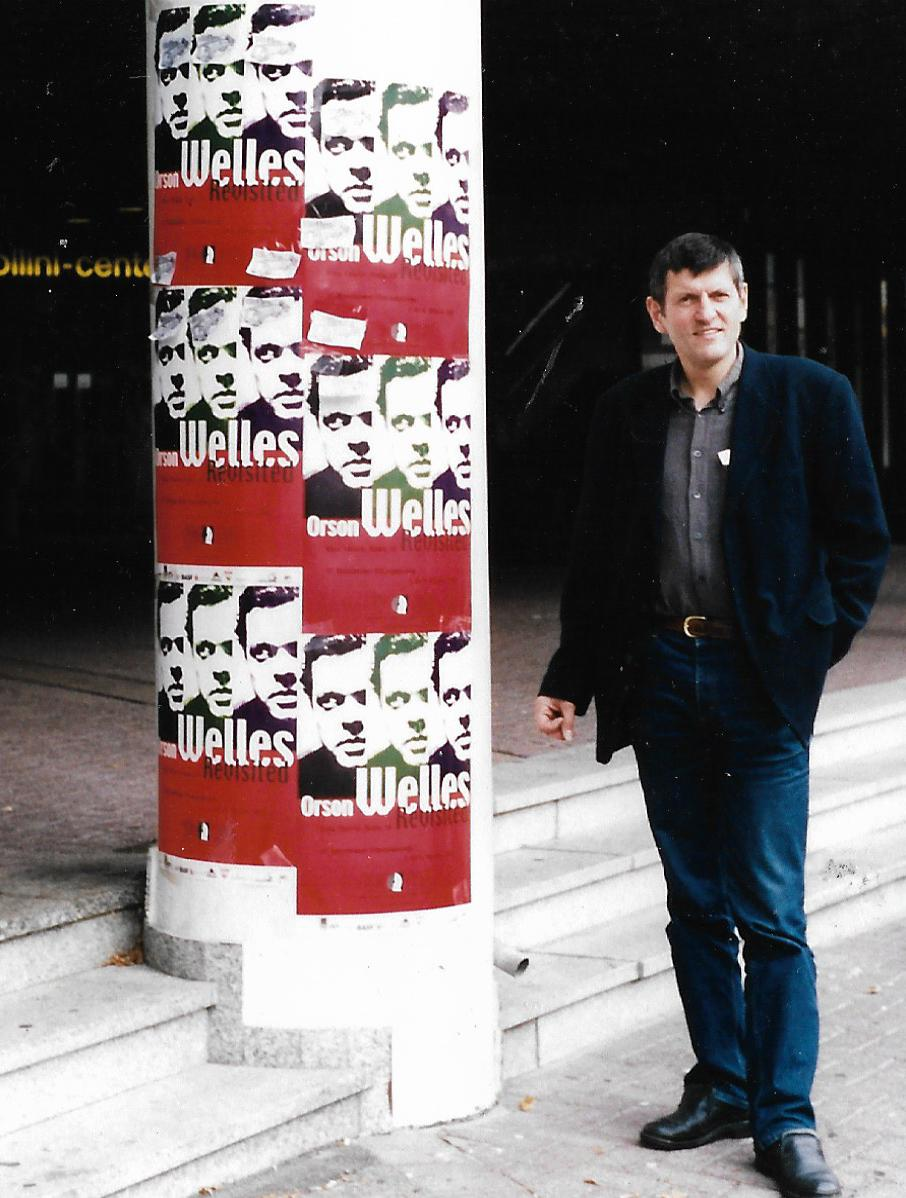
Eckhard Weise (2002)

Eckhard Weise, född 20 mars 1949 i Rendsburg i Västtyskland, är en tysk lärare och författare. Han har skrivit flera böcker om filmskapare och räknas som den främsta tyskspråkiga experten på Ingmar Bergman.

## Biografi
Weise studerade nordistik i Göteborg och i Berlin germanistik, statsvetenskap och psykologi vid Freie Universität i Berlin samt filmhistoria vid Arsenal. Under studenttiden sympatiserade han med student- och konstnärsföreningarna som grundades av kretsen runt Rüdiger Safranski och det maoistiska Tysklands kommunistiska parti (KPD-AO) som var en del av 68-rörelsen och leddes av Christian Semler.
Sin lärarkandidatstid tillbringade Weise i Bremen. Till sin pensionering 2012 arbetade han som gymnasielärare och författare i Bad Hersfeld i Hessen. Weise har tre vuxna barn och är i andra äktenskapet gift med arbetsterapeuten Regina Weise.
År 2004 var han stipendiat vid Östersjöns författar- och översättarcentrum i Visby och 2010 vid Writers' and Translators' Three Seas Council på Rhodos.

### Översättning
- Att resa i Bergmanland. Till Ingmar Bergmans 96-ârs dag, essä (digitalt publicerat 14 juli 2015)
- "Cirkus Bergman" - ett familjeföretag. Den svenske mästerregissören Ingmar Bergman har lyckats med att binda nästan alla sina nio barn till sig via konsten, essä (digitalt publicerat 21 juli 2015)